# Рыбалко, Иван Васильевич
Иван Васильевич Рыбалко — советский хозяйственный, государственный и политический деятель, Герой Социалистического Труда.

## Биография
Родился 10 сентября 1939 года в деревне Михайловка. Член КПСС.
С 1953 года — на хозяйственной, общественной и политической работе. В 1953—1999 гг. — рабочий в местном совхозе «Степной», чабан, военнослужащий Советской Армии, чабан, старший чабан, бригадир овцеводческой бригады совхоза «Степной» Родинского района Алтайского края.
Указом Президиума Верховного Совета СССР от 22 марта 1966 года присвоено звание Героя Социалистического Труда с вручением ордена Ленина и золотой медали «Серп и Молот».
Избирался депутатом Верховного Совета РСФСР 10-го созыва. Делегат XXVI съезда КПСС.
Почётный гражданин Родинского района.
Жил в Алтайском крае. Скончался 21 февраля 2022 года.